# Syrena Zbąszynek
Syrena Zbąszynek – polski klub piłkarski, który swoją siedzibę ma w Zbąszynku i został założony w 1945 roku.

## Historia klubu
Klub został założony w 1945 roku pod nazwą Kolejowy Klub Sportowy „Syrena” Zbąszynek i działał pod opieką kolei. Na początku lat 50. zespół występował w rozgrywkach zielonogórskiej Ligi Okręgowej, która była III poziomem rozgrywkowym, a sezon 1952 okazał się najlepszym w historii klubu – Syrena zajęła 3. miejsce. W 2000 roku zmieniono nazwę klubu na Miejski Klub Sportowy „Syrena” Zbąszynek. W 2015 roku gruntowny remont przeszedł stadion na którym występuje Syrena. W sezonie 2021/2022 drużyna występuje w IV lidze lubuskiej.

### Historyczne nazwy
- luty 1945 – Kolejowy Klub Sportowy „Syrena” Zbąszynek
- 2000 – Miejski Klub Sportowy „Syrena” Zbąszynek

## Sukcesy
- 3. miejsce w zielonogórskiej Lidze Okręgowej (III poziom): 1952[2]

## Stadion
Syrena rozgrywa mecze na Stadionie Ośrodka Sportu i Rekreacji przy ul. Sportowej 1 w Zbąszynku. Dane techniczne obiektu:
- pojemność: 1000 (500 siedzących)
- oświetlenie: brak
- wymiary boiska: 100 m x 72 m